# Bishandas

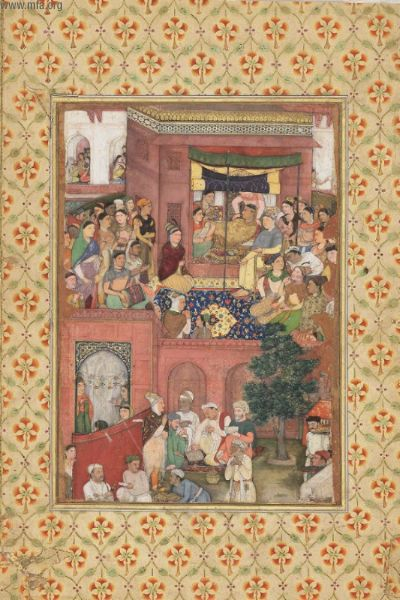
Bishandas :« Naissance d'un prince », miniature vers 1620. Le prince est probablement Jahângîr lui-même, car la miniature vient de sa biographie Jahangirnama.

Bishandas (aussi Bishan Das, Bishndas, Bishn Das, Beshandas, Bishnandas, Vishnudasa, Vishnu Dasa; ? - décédé vers 1650) est un important miniaturiste à la cour de l'empereur moghol Jahângîr. Celui-ci le salue comme « incomparable dans l'art du portrait ». Bien peu est connu de la vie de Bishandas mais on sait qu'il est le neveu du peintre Nanha. Son nom est une indication qu'il se réclamait de la foi hindoue.

## Caractéristiques
Le style de Bishandas se distingue précisément par les subtilités physionomiques les moins observées. La représentation réaliste de ses personnages est moins marquée par les ombrages et des effets spatiaux que par des gestes et des traits du visage détaillées. Il diffère en cela des portraitistes précédents qui reproduisent les traits des visages de façon plus schématique. Il rassemble souvent en groupes les portraits des personnes qu'il dessine, particularité reconnaissable à un degré croissant dans ses œuvres tardives. Parmi ses œuvres les plus célèbres, la miniature « Naissance d'un prince » (1620) est une illustration de la biographie Jahângîrnama de Jahângîr.

## Crédit d'auteurs
- (de) Cet article est partiellement ou en totalité issu de l’article de Wikipédia en allemand intitulé « Bishandas » (voir la liste des auteurs).